# Manenrob
De manenrob of Patagonische zeeleeuw (Otaria flavescens, ook wel incorrect Otaria byronia) is een oorrob.

## Kenmerken
De volwassen bul is een imponerende verschijning met zijn enorme met manen bezette nek. De jonge mannetjes missen deze manen nog. Volwassen mannetjes worden ongeveer 2,6 m lang en wegen ongeveer 300 kg. Volwassen vrouwtjes worden ongeveer 1,8–2 m lang en wegen maar 150 kg.

## Leefwijze
Aan de kust van het zuidelijk deel van Zuid-Amerika en op de Falklandeilanden leven ongeveer een miljoen manenrobben. Ze leven in grote kolonies met daarbinnen de haremgroepen. Elke harem wordt geleid door een volwassen bul (stier) en bestaat uit gemiddeld tien wijfjes. Vooral in de voortplantingstijd zijn de bullen erg agressief. Daarbuiten houden ze zich rustiger en zijn ze voorbeeldige vaders voor de jongen in hun harem.